# Aeroporto de Halmstad
O Aeroporto de Halmstad (em sueco:  Halmstads flygplats e em inglês:  Halmstad Airport; código IATA: HAD, código ICAO: ESMT) está localizado a 3 km do centro da cidade de Halmstad, no sul da Suécia.
O aeroporto partilha a sua atividade civil e comercial com a atividade militar de formacão de técnicos aeronáuticos pela Escola Técnica das Forças Armadas.